# Donald Tusk
Donald Franciszek Tusk (Gdanjsk, 22. travnja 1957.), poljski političar i povjesničar, između 2007. – 2014. i od 2023. godine predsjednik Vlade Republike Poljske, bivši predsjednik Europskog vijeća. Bio je suosnivač i predsjednik stranke Građanska platforma.

## Politička karijera
Tusk je službeno određen za premijera 9. studenog 2007., a preuzeo je dužnost 16. studenog. Njegova vlada dobila je povjerenje u Sejmu 24. studenog 2007. godine. Trenutno je premijer s najdužim stažem u Trećoj Poljskoj Republici. U listopadu 2011., Tuskova Građanska platforma osvojila je većinu mjesta na poljskim parlamentarnim izborima, što znači da je postao prvi premijer ponovno izabran od pada komunizma u Poljskoj.
Tusk je započeo svoju javnu karijeru kao aktivist u svom rodnom gradu Gdanjsku, daje podršku sindikatu Solidarnost i organizira svoje kolege studente. S izuzetkom jednog dijela četverogodišnjeg razdoblja, Tusk je služio u parlamentu gotovo neprestano od prvih izbora 1991. godine. Bio je zamjenik predsjednika Senata od 1997. do 2001. i zamjenik predsjednika Sejma od 2001. do 2005. godine. Također je bio vođa oporbe od 2003. do 2007. godine.
Bio je kandidat Građanske platforme na Presjedničkim izborima 2005. godine, ušao je u drugi krug izbora gdje je izgubio od Lecha Kaczyńskog. Na Parlamentarnim izborima 2007. godine njegova stranka pobjeđuje i osvaja najviše mandata 209 u odnosu na 166 mandata stranke Pravo i pravda Jarosława Kaczyńskog.

## Privatni život
Pripadnik je zapadno slavenskog naroda Kašuba. Oženjen je Małgorzatom s kojom ima dvoje djece sina Michała (rođ. 1982.) i kćer, Katarzynu (rođ. 1987.), također ima jednog unuka, Mikolaja (rođ. 2009.) od sina Michał. Živi u Sopotu kod Gdanjska.

## Vanjske poveznic e
- (polj.) Premijer | Vijeće ministara | Ured predsjednika Vlade.